# Contrapasso

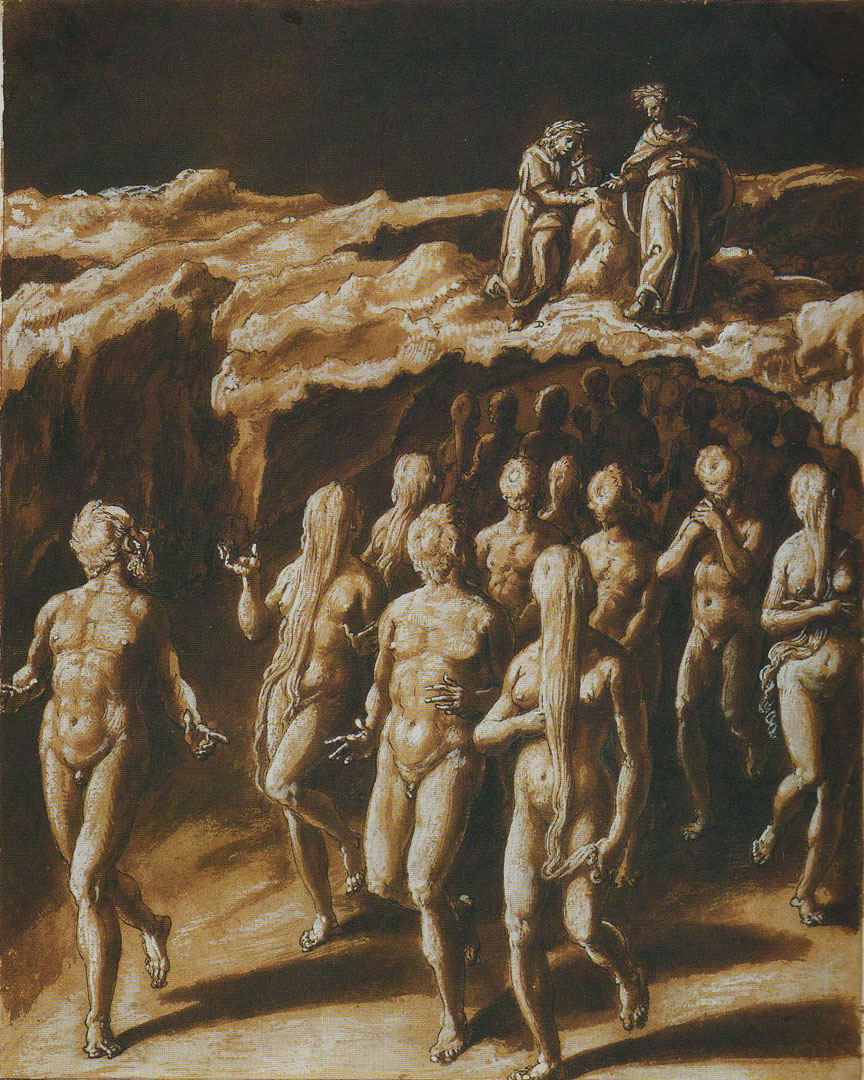
Le Contrapasso des devins et des sorciers illustré par Giovanni Stradano Divine Comédie, Enfer, Chant XX.

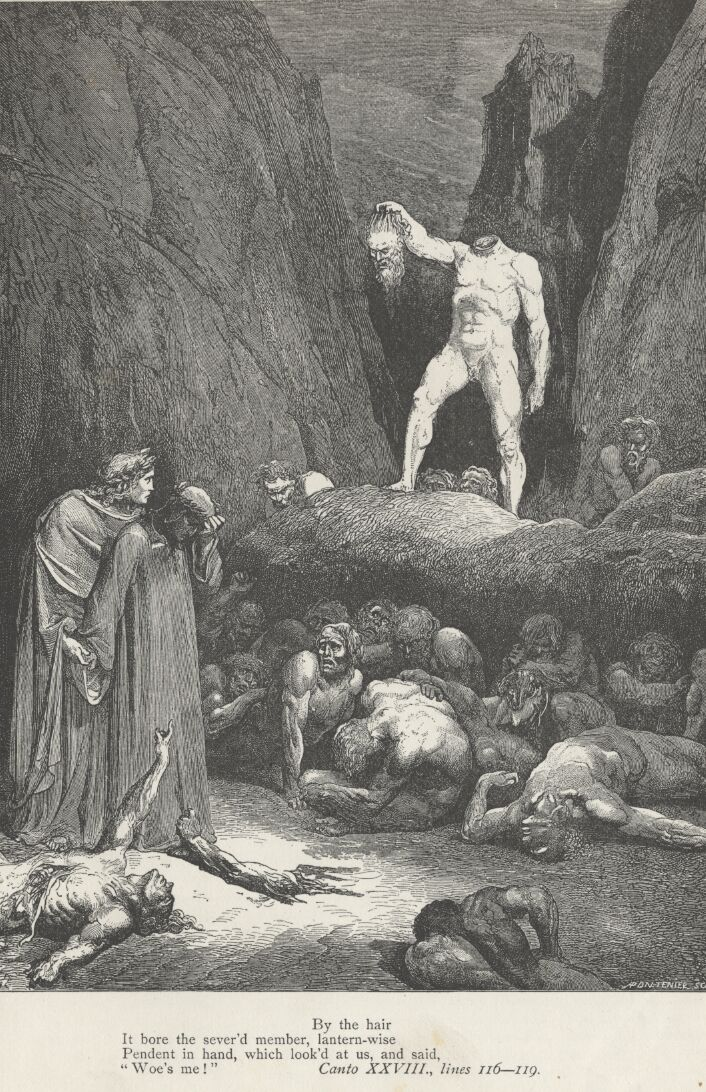
Dans de Chant XXVIII de lEnfer, Bertran de Born est l'un des rares personnages expliquant lui-même son propre contrapasso : parce qu'il sema la discorde entre un père et son fils, son corps et sa tête sont désormais séparés (illustration de Gustave Doré)

Le contrapasso ou contrappasso, (du latin contra et patior : souffrir le contraire) est un principe qui règle la peine frappant les coupables et consistant dans le contraire de leur faute ou l'analogie avec celle-ci. Il est présent dans de nombreux contextes historiques et littéraires d'influence religieuse, comme la Divine Comédie.

## Chez Sénèque
Sénèque utilise la loi du contrapasso dans sa satire Apokolokyntosis, lorsque l'empereur Claude se trouve confié dans l'au-delà à l'un de ses affranchis. Il s'agit ici d'un contrapasso par analogie : Claude avait en effet la réputation de se livrer à la merci de ses affranchis potentiels. Il est également condamné à jouer aux dés avec un gobelet troué : en sa qualité d'empereur il gagnait toujours (en trichant parfois) au jeu de dés qu'il affectionnait. La condamnation à perdre éternellement est un contrapasso correspondant au contraire de la faute.

## Chez Dante
Le contrapasso (transformé en « talion » par Lamennais dans une traduction de 1883) est évoqué dans la plupart des chants de la Divine Comédie de Dante Alighieri. Tous les personnages présents dans l'Enfer ou le Purgatoire sont frappés selon cette loi par des punitions proportionnées à leur conduite dans la vie. Il peut consister en une peine analogue ou contraire au péché. Dans le premier cas il correspond à la Loi du Talion.
L'un des nombreux exemples de contrapasso se trouve dans la quatrième bolge (Enfer, chant XX), où les devins et les sorciers voient leur tête tordue vers l'envers de leur corps de sorte que « Ayant le visage tourné vers les reins, il leur fallait aller en arrière, parce qu’ils ne pouvaient voir par devant. » Tout en se référant aux tentatives de voir dans l'avenir par des moyens prohibés, le contrapasso symbolise également le caractère « tordu » de la magie en général. Un tel contrapasso « fonctionne non pas simplement comme une forme de vengeance divine, mais plutôt comme l'accomplissement d'un destin librement choisi par chaque âme au cours de sa vie ». Pézard propose contrepan, Vegliante ancien talion.
On trouve explicitement le terme contrapasso dans le Chant XXVIII de l'Enfer, dans lequel Bertran de Born, décapité, déclare :

« Perch'io parti' così giunte persone,

partito porto il mio cerebro, lasso!

dal suo principio ch'è in questo troncone.

Così s'osserva in me lo contrapasso,. »

— Divina Commedia, Inferno XXVIII, 139-142
Le troubadour, seigneur de Hautefort, est dans la neuvième bolge des schismatiques pour, selon Dante, avoir causé la rébellion d'Henri le Jeune contre son père Henry II Plantagenêt. Dante représente sa décapitation dans l'Enfer comme le contrapasso de sa supposée décapitation de la tête légitime de l'État.
Les âmes des indolents qui, sur terre, ont préféré une vie faite d'inertie, sont condamnées à une course frénétique et insensée à la suite d'une bannière. Elles se mêlent à la troupe des anges qui, à l'occasion de la révolte de Lucifer, ne se rebellèrent pas, ne restèrent pas fidèles à Dieu, ne prirent pas position.
Les âmes de ceux qui se sont laissés emporter par une passion amoureuse comme par un vent furieux sont entraînées par un tourbillon irrésistible.

## Dans la littérature religieuse
Le terme et le concept de contrapasso qu'utilise Dante se trouvent également dans la somme théologique de Thomas d'Aquin et dans les sources littéraires telles que les « visions » du Moyen Âge comme Visio Pauli, Visio Alberici, et Visio Tungdali. Dans le De Contemptu Mundi (ou De Miseria humanae conditionis), Lotario des Conti di Segni, futur Innocent III, explique ainsi la peine du contrapasso, se référant à la fin de Sodome et Gomorrhe :
— Livre second, XXV, 2